# 交響曲第1番 (ウォルトン)
ウィリアム・ウォルトンの交響曲 第1番（英語：Symphony No. 1）変ロ短調は、指揮者のハミルトン・ハーティの依嘱に応じて着手され、1935年に完成された作品。同年11月6日にハーティ指揮BBC交響楽団によって初演された。 ただしハーティは終楽章の完成が待ちきれずに、1934年の12月にロンドン交響楽団を指揮して、第1楽章から第3楽章までの初演を行なっている。

## 構成
以下の4つの楽章から成り、さりげなく循環形式が織り込まれている。
1. アレグロ・アッサイ Allegro assai
2. 「スケルツォ」。プレスト・コン・マリツィア Scherzo: Presto con malizia
3. アンダンテ・コン・マリンコニア Andante con malinconia
4. マエストーゾ～アレグロ、ブリオーソ・エド・アルデンテメンテ～ヴィヴァチッシモ～マエストーゾ Maestoso – Allegro, brioso ed ardentemente – Vivacissimo – Maestoso

第2楽章の「コン・マリツィア」という発想記号は「邪気をもって」という意味である。一説によるとこのような指示は、ウォルトンが長年付き合った恋人と別れた後に霊感を受けたためだという。

## 楽器編成
フルート2（第2フルートはピッコロと持ち替え）、オーボエ2、クラリネットB♭管2（第2クラリネットはA管と持ち替え）、ファゴット2、ホルンF管4、トランペット3、トロンボーン3、チューバ1、ティンパニ2、シンバル、スネアドラム、タムタム、弦五部